# Liste der Diesellokomotiven von Baldwin und Lima-Hamilton
Liste der Diesellokomotiven der von den Baldwin Locomotive Works und Lima-Hamilton sowie nach der Fusion der beiden Unternehmen zu Baldwin-Lima-Hamilton gebauten Fahrzeug-Typen.

## Lima
| Bezeichnung          | Achsfolge | Leistung | Baujahre  | Bemerkung |
| -------------------- | --------- | -------- | --------- | --------- |
| 750-hp Switcher      | Bo'Bo'    | 550 kW   | 1949–1951 |           |
| 800-hp Switcher      | Bo'Bo'    | 590 kW   | 1950–1951 |           |
| 1000-hp Switcher     | Bo'Bo'    | 735 kW   | 1949–1950 |           |
| 1200-hp Switcher     | Bo'Bo'    | 880 kW   | 1950–1951 |           |
| 1200-hp Roadswitcher | Bo'Bo'    | 880 kW   | 1950      |           |
| 1200-hp Transfer     | Co'Co'    | 1840 kW  | 1950–1951 |           |

## Baldwin (BLW) und Baldwin-Lima-Hamilton (BLH)

### ErsteLokomotiven
| Bezeichnung | Achsfolge  | Leistung | Baujahre | Bemerkung           |
| ----------- | ---------- | -------- | -------- | ------------------- |
| Nr. 58501   | (A1A)(A1A) | 735 kW   | 1925     | Knudsen-Dieselmotor |
| Nr. 61000   | Bo'Bo'     | 735 kW   | 1929     | Krupp-Dieselmotor   |

### Rangierlokomotiven
Baldwin
| Bezeichnung          | Achsfolge | Leistung | Baujahre  | Bemerkung |
| -------------------- | --------- | -------- | --------- | --------- |
| 660-hp Switcher 1937 | Bo'Bo'    | 485 kW   | 1937      |           |
| 900-hp Switcher      | Bo'Bo'    | 660 kW   | 1937      |           |
| 660-hp Switcher 1939 | Bo'Bo'    | 485 kW   | 1939      |           |
| VO-660               | Bo'Bo'    | 485 kW   | 1939–1946 |           |
| VO-1000              | Bo'Bo'    | 735 kW   | 1939–1946 |           |
| DS-4-4-6             | Bo'Bo'    | 485 kW   | 1946–1949 |           |
| DS-4-4-7.5           | Bo'Bo'    | 550 kW   | 1949–1951 |           |
| DS-4-4-10            | Bo'Bo'    | 735 kW   | 1946–1951 |           |
| DT-6-6-20            | Co'Co'    | 1470 kW  | 1946–1950 |           |

Baldwin-Lima-Hamilton
| Bezeichnung | Achsfolge | Leistung | Baujahre  | Bemerkung |
| ----------- | --------- | -------- | --------- | --------- |
| S-8         | Bo'Bo'    | 590 kW   | 1950–1954 |           |
| S-12        | Bo'Bo'    | 880 kW   | 1951–1956 |           |
| RT-624      | Co'Co'    | 1765 kW  | 1951–1954 |           |

### Streckenlokomotiven
Baldwin
| Bezeichnung | Achsfolge  | Leistung | Baujahre  | Bemerkung                  |
| ----------- | ---------- | -------- | --------- | -------------------------- |
| DRS-4-4-10  | Bo'Bo'     | 735 kW   | 1948–1950 |                            |
| DRS-4-4-15  | Bo'Bo'     | 1105 kW  | 1947–1950 |                            |
| DRS-6-4-15  | (A1A)(A1A) | 1105 kW  | 1946–1952 |                            |
| DRS-6-6-15  | Co'Co'     | 1105 kW  | 1948–1950 |                            |
| DRS-6-6-15B | Co'Co'     | 1105 kW  | 1948–1950 | führerstandslose Einheiten |

Baldwin-Lima-Hamilton
| Bezeichnung | Achsfolge  | Leistung | Baujahre  | Bemerkung                  |
| ----------- | ---------- | -------- | --------- | -------------------------- |
| RS-12       | Bo'Bo'     | 880 kW   | 1951–1956 |                            |
| AS-16       | Bo'Bo'     | 1175 kW  | 1950–1955 |                            |
| AS-416      | (A1A)(A1A) | 1175 kW  | 1950–1955 |                            |
| AS-616      | Co'Co'     | 1175 kW  | 1950–1954 |                            |
| AS-616B     | Co'Co'     | 1175 kW  | 1950–1954 | führerstandslose Einheiten |

### Lokomotiven mit geschlossenem Aufbau (cab units)
Baldwin
| Bezeichnung    | Achsfolge  | Leistung | Baujahre  | Bemerkung                  |
| -------------- | ---------- | -------- | --------- | -------------------------- |
| Baldwin 6000   | 2'DD2'     | 4415 kW  | 1943      | Versuchslokomotive         |
| DR-12-8-1500/2 | 2'DD2'     | 2205 kW  | 1945–1948 | Spitzname „Centipede“      |
| DR-6-4-20      | (A1A)(A1A) | 1470 kW  | 1945–1948 |                            |
| DR-6-4-20B     | (A1A)(A1A) | 1470 kW  | 1948      | führerstandslose Einheiten |
| DR-6-2-10      | (A1A)3'    | 735 kW   | 1948      |                            |
| DR-6-4-15      | (A1A)(A1A) | 1105 kW  | 1947–1948 |                            |
| DR-6-4-15B     | (A1A)(A1A) | 1105 kW  | 1947–1948 | führerstandslose Einheiten |
| DR-4-4-15      | Bo'Bo'     | 1105 kW  | 1947–1950 |                            |
| DR-4-4-15B     | Bo'Bo      | 1105 kW  | 1947–1950 | führerstandslose Einheiten |

Baldwin-Lima-Hamilton
| Bezeichnung | Achsfolge | Leistung | Baujahre  | Bemerkung                  |
| ----------- | --------- | -------- | --------- | -------------------------- |
| RF-16       | Bo'Bo'    | 1175 kW  | 1950–1953 | Spitzname „Sharknose“      |
| RF-16B      | Bo'Bo'    | 1175 kW  | 1950–1953 | führerstandslose Einheiten |
| RP-210      | Bo'2'     | 735 kW   | 1950–1953 | Triebkopf für „Train X“    |

### Exportlokomotiven
Baldwin
| Bezeichnung       | Achsfolge  | Leistung | Baujahre  | Bemerkung         |
| ----------------- | ---------- | -------- | --------- | ----------------- |
| 0-6-6-0 1000/1 DE | Co'Co'     | 735 kW   | 1944–1946 | SŽD-Baureihe Дб   |
| DRS-6-4-660       | (A1A)(A1A) | 485 kW   | 1947      | SNCF A1AA1A 62000 |
| DRS-6-4-750       | (A1A)(A1A) | 550 kW   | 1949      | Marokko           |
| DRS-6-4-1000      | (A1A)(A1A) | 735 kW   | 1949      | Algerien          |

Baldwin-Lima-Hamilton
| Bezeichnung | Achsfolge | Leistung | Baujahre  | Bemerkung   |
| ----------- | --------- | -------- | --------- | ----------- |
| R-615E      | Co'Co'    | 1105 kW  | 1953–1954 | Argentinien |